# Senna pentagonia
Senna pentagonia är en ärtväxtart som först beskrevs av Philip Miller, och fick sitt nu gällande namn av Howard Samuel Irwin och Rupert Charles Barneby. Senna pentagonia ingår i släktet sennor, och familjen ärtväxter.

## Underarter
Arten delas in i följande underarter:
- S. p. pentagonia
- S. p. valens